# Marinhana
Marinhana (nom occità) (en francès Marignane) és un municipi francès situat al departament de Boques del Roine i a la regió de Provença – Alps – Costa Blava. L'any 1999 tenia 34.006 habitants. S'hi troba l'Aeroport Marsella-Provença.

## Demografia
| Evolució de la població Ehess i INSEE |       |       |       |       |       |       |       |       |
| 1793                                  | 1800  | 1806  | 1821  | 1831  | 1836  | 1841  | 1846  | 1851  |
| 1 532                                 | 1 575 | 1 601 | 1 598 | 1 633 | 1 857 | 1 998 | 2 189 | 2 183 |

| 1856  | 1861  | 1866  | 1872  | 1876  | 1881  | 1886  | 1891  | 1896  |
| ----- | ----- | ----- | ----- | ----- | ----- | ----- | ----- | ----- |
| 2 197 | 2 233 | 2 207 | 2 209 | 2 048 | 1 853 | 1 782 | 1 761 | 1 917 |

| 1901  | 1906  | 1911  | 1921  | 1926  | 1931  | 1936  | 1946  | 1954  |
| ----- | ----- | ----- | ----- | ----- | ----- | ----- | ----- | ----- |
| 1 898 | 1 956 | 1 993 | 2 517 | 2 501 | 3 184 | 3 545 | 4 344 | 5 316 |

| 1962   | 1968   | 1975   | 1982   | 1990   | 1999   | 2006 | 2011 | 2016 |
| ------ | ------ | ------ | ------ | ------ | ------ | ---- | ---- | ---- |
| 10 664 | 20 044 | 26 477 | 31 109 | 32 325 | 34 006 | -    | -    | -    |

| 2019 | - | - | - | - | - | - | - | - |
| ---- | - | - | - | - | - | - | - | - |
| -    | - | - | - | - | - | - | - | - |

## Administració
| Període   | Identitat         | Partit        |
| --------- | ----------------- | ------------- |
| 1947-1995 | Laurens Deleuil   | UDF           |
| 1995-2008 | Daniel Simonpieri | FN            |
| 2008-     | Eric Le Disses    | Divers droite |

## Agermanaments
- Figueres (Alt Empordà)
- Wolfsburg
- Göd
- Slănic
- Hatfield (Hertfordshire)